# Karl von Decker
Karl von Decker, född 21 april 1784, död 29 juni 1844, var en preussisk militär och författare.
Decker inträdde i armén 1804, deltog med utmärkelse i 1806–1807 års fälttåg och som generalstabsofficer i befrielsekriget 1813–1815. Han blev slutligen generalmajor och artilleribrigadchef före sitt avsked 1841. Decker var en synnerligen flitig militärförfattare och en av grundarna av tidskriften Militär Wochenblatt. Bland hans skrifter märks Die Taktik der drei Waffen (2 band 1828, svensk översättning '"Infantieri-, kavalleri- och artillerivapnens taktik" 1830) och Der kleine Krieg im Geist der neuen Kriegführung (1844, "Lilla kriget" 2:a upplagan, 1855).